# Nicola Fusco
Nicola Fusco (ur. 14 sierpnia 1956 roku w Neapolu) – włoski matematyk, profesor Uniwersytetu w Neapolu. Specjalizuje się w rachunku wariacyjnym i równaniach różniczkowych cząstkowych.

## Życiorys
Urodził się 14 sierpnia 1956 roku w Neapolu. Doktorat uzyskał w 1978 roku na Uniwersytecie w Neapolu (jego promotorem był Carlo Sbordone). Pracował m.in. w Università degli Studi di Salerno i Uniwersytecie Florenckim. Od 1999 roku jest profesorem na Uniwersytecie w Neapolu.
Autor około 130 artykułów naukowych. Swoje prace publikował m.in. w „Archive for Rational Mechanics and Analysis”, „Journal of Functional Analysis”, „Calculus of Variations and Partial Differential Equations”, „Communications in Mathematical Physics", „Journal für die Reine und Angewandte Mathematik”, „Journal of the European Mathematical Society” i „Annals of Mathematics”.
W 1994 roku otrzymał Premio Caccioppoli. W 2010 roku został członkiem korespondentem Accademia Nazionale dei Lincei i wygłosił wykład sekcyjny na Międzynarodowym Kongresie Matematyków.